# Albert de Médina
Pour les articles homonymes, voir Médina.
 (novembre 2021).
Si vous disposez d'ouvrages ou d'articles de référence ou si vous connaissez des sites web de qualité traitant du thème abordé ici, merci de compléter l'article en donnant les références utiles à sa vérifiabilité et en les liant à la section « Notes et références ».
Albert de Médina (Albert Médina), né le 3 février 1920 à Marseille et mort le 5 août 2009 à Paris 16e, est un comédien et metteur en scène français. Il a épousé Martine Cadieu en 1980.

## Théâtre
- 1946 : Hamlet de William Shakespeare, mise en scène Jean-Louis Barrault, Théâtre Marigny
- 1947 : Le Procès d'après Franz Kafka, mise en scène Jean-Louis Barrault, Théâtre Marigny
- 1948 : L'État de siège de Albert Camus, mise en scène Jean-Louis Barrault, Théâtre Marigny
- 1949 : Le Bossu de Paul Féval et Anicet Bourgeois, mise en scène Jean-Louis Barrault, Théâtre Marigny
- 1950 : L'Exception et la Règle de Bertolt Brecht, mise en scène Jean-Marie Serreau, Poche-Montparnasse
- 1950 : Le Gardien du tombeau de Franz Kafka, mise en scène Jean-Marie Serreau, Poche-Montparnasse
- 1950 : La Grande et la Petite Manœuvre de Arthur Adamov, mise en scène Roger Blin, Théâtre des Noctambules
- 1954 : Théâtre dans une bouteille de Georges Neveux
- 1957 : Trois Souris aveugles d’Agatha Christie, mise en scène Christian-Gérard, Théâtre de la Renaissance
- 1957 : Cléo de Paris, mise en scène Pierre Valde
- 1958 : Corvara de Jean Primo
- 1958 : Mourir au soleil de Jean Primo
- 1958 : Les Parisiens d'Irène Strozzi & Jean Paredes, mise en scène Christian-Gérard, Théâtre de l'Œuvre
- 1959 : La Folie de Louis Ducreux, mise en scène de l'auteur, Théâtre de la Madeleine
- 1959 : Bon week-end, monsieur Bennett de Paule de Beaumont d'après Arthur Watkyn, mise en scène Michel Vitold, Théâtre de la Gaîté-Montparnasse
- 1960 : Souper intime de Yves Chatelain, mise en scène Jean-Paul Cisife, Théâtre de l'Œuvre
- 1960 : Monsieur Corbillon veut rompre en beauté de César Santelli, mise en scène Boris Perzoff, Conservatoire national supérieur d'art dramatique
- 1961 : Lawrence d'Arabie (Ross) de Terence Rattigan, mise en scène Michel Vitold, Théâtre Sarah-Bernhardt
- 1961 : Le Christ recrucifié de Níkos Kazantzákis, mise en scène Marcelle Tassencourt, Théâtre Montansier
- 1962 : Le Christ recrucifié, Odéon-Théâtre de France
- 1968 : Roméo et Juliette de William Shakespeare, mise en scène Michael Cacoyannis, TNP Théâtre de Chaillot
- 1978 : Nekrassov de Jean-Paul Sartre, mise en scène Georges Werler, Théâtre de l'Est Parisien
- 1981 : Le Rêveur de Jean Vauthier, mise en scène Michel Vitold
- 1988 : Docteur Raguine d'après Anton Tchekhov, mise en scène Julian Negulesco, Théâtre de Poche-Montparnasse

Metteur en scène
- 1950 : Les Haines de Jacques Panijel, Théâtre de l'Œuvre
- 1951 : Dîner de têtes de Jacques Prévert, Fontaine des Quatre-Saisons

## Filmographie

### Cinéma
- 1956 : Alerte au Deuxième Bureau de Jean Stelli
- 1956 : Les carottes sont cuites de Robert Vernay
- 1957 : Pot-Bouille de Julien Duvivier
- 1958 : Maigret tend un piège de Jean Delannoy
- 1968 : Jeff de Jean Herman
- 1974 : Impossible... pas français de Robert Lamoureux
- 1977 : La Face cachée d'Adolf Hitler de Richard Balducci
- 1980 : Mon oncle d'Amérique d'Alain Resnais
- 1980 : Le Roi et l'Oiseau de Paul Grimault

### Télévision
- 1957 : En votre âme et conscience, épisode : L'Affaire Landru de Jean Prat
- 1959 : En votre âme et conscience, épisode L'affaire Danval : Dr Bergeron
- 1959 : En votre âme et conscience, épisode : L'Affaire Steinheil de Jean Prat
- 1959 : En votre âme et conscience :  L'Affaire Danval de Claude Barma
- 1960 : En votre âme et conscience :  La Chambre 32 de Claude Barma
- 1962 : Les Cinq Dernières Minutes, série télévisée - 2 épisodes de Pierre Nivollet : Un mort à la une et La Tzigane et la Dactylo
- 1965 : Frédéric le Gardian, feuilleton de Jacques R. Villa : Victor Perez
- 1968 : Kœnigsmark (téléfilm) de Jean Kerchbron : Thierry
- 1969 : Thibaud ou les croisadesde Henri Colpi : Paul de Mons
- 1974 : La Cloche tibétaine (épisode 4 "l'escadron d'or") : Patropoulos
- 1974 : À vous de jouer Milord : Payagoulos
- 1975 : Messieurs les jurés : L'Affaire Lambert d'André Michel
- 1976 : Nick Verlaine ou Comment voler la tour Eiffel, de Claude Boissol, épisode : Histoire d'eau
- 1976 : Les Brigades du Tigre, épisode L'ère de la calomnie de Victor Vicas : Médéric
- 1978 : Les Folies Offenbach, épisode La Valse oubliée de Michel Boisrond
- 1979 : Au théâtre ce soir : Ne quittez pas de Marc-Gilbert Sauvajon & Guy Bolton, mise en scène Max Fournel, réalisation Pierre Sabbagh, Théâtre Marigny
- 1979 : Pour tout l'or du Transvaal, feuilleton en 6 épisodes de Claude Boissol : Suares
- 1981 : Commissaire Moulin  - épisode : La Bavure de Claude Grinberg : Fragoni
- 1982 : Au théâtre ce soir : La Foire aux sentiments de Roger Ferdinand, mise en scène Jean Kerchbron, réalisation Pierre Sabbagh, Théâtre Marigny

## Doublage

### Cinéma
- Martin Balsam dans :
  - Un homme fait la loi (1969) : le maire Wilker
  - Little Big Man (1970) : M. Merryweather
  - Confession d'un commissaire de police au procureur de la république (1971) : le commissaire Bonavia
  - Les Hommes du président (1976) : Howard Simons
  - Cuba (1979) : le général Bello
  - La Salamandre : le capitaine Stefanelli
  - Les Nerfs à vif (1991) : un juge

- 1957 : Sissi impératrice : un membre de la délégation hongroise[Qui ?]
- 1959 : Un coup fumant : Don Alonzo (Francesco Mulè)
- 1959 : Le Bourreau du Nevada : le barbier
- 1960 : Les Sept Mercenaires : Miguel (Natividad Vacio)
- 1961 : Tintin et le Mystère de la Toison d'or : M. Malik (Ulvi Uraz)
- 1963 : La Grande Évasion : Cavendish (Nigel Stock)
- 1963 : Main basse sur la ville : Maglione (Guido Alberti)
- 1967 : Les Turbans rouges : Ram Chand (George Pastel)
- 1968 : Bandolero ! : Cort Hayjack (Harry Carey Jr.)
- 1968 : L'Étrangleur de Boston : Luis Schubert (Dana Elcar)
- 1969 : Sabata : le juge O'Hara (Gianni Rizzo)
- 1970 : La Vie privée de Sherlock Holmes de Billy Wilder : le docteur Watson (Colin Blakely)
- 1970 : Le Reptile : Cyrus McNutt (John Randolph)
- 1970 : Tora ! Tora ! Tora ! : l'amiral John H. Newton (Ken Lynch)
- 1971 : Les Diamants sont éternels : M. Kidd (Putter Smith)
- 1971 : Mort à Venise : le directeur de l'hôtel (Romolo Valli)
- 1971 : Soleil rouge : Pogo (Ricardo Palacios)
- 1972 : Duel : le chauffeur du bus (Lou Frizzell) (1er doublage de la version cinéma)
- 1972 : Guet-apens : le président du comité de libération sur parole (W. Dee Kutach)
- 1973 : Amarcord : Aurelio (Armando Brancia)
- 1973 : Les Cordes de la potence : Charlie Smith (Jackie Coogan)
- 1975 : Le Solitaire de Fort Humboldt : Dr Molyneux (David Huddleston)
- 1975 : L'Homme qui voulut être roi : M. Clutterbury (Mohammad Shamsi) et Ghulam (Albert Moses)
- 1976 : Le Dernier Nabab : Boxley (Donald Pleasence)
- 1976 : Car Wash : M. B (Sully Boyar)
- 1977 : Héros : le chauffeur du bus (Val Avery)
- 1977 : Le Message : Umaya (Bruno Barnabe)
- 1980 : Un drôle de flic : le patron du bar (Don Sebastian)
- 1980 : Tom Horn, sa véritable histoire : le révérend Brown (J.P.S. Brown)
- 1981 : Les Aventuriers de l'arche perdue : Sallah (John Rhys-Davies)
- 1982 : Banana Joe  : Torsillo (Gianfranco Barra)
- 1983 : Eureka : Mayakovsky (Joe Pesci)
- 1984 : À la poursuite du diamant vert : Zolo (Manuel Ojeda)
- 1985 : Dangereusement vôtre : W.G. Howe (Daniel Benzali)
- 1986 : Lady Jane : Renard (Lee Montague)

#### Animation
- 1957 : La Reine des neiges de Lev Atamanov : Ole Lukoje (1er doublage)
- 1975 : La Flûte à six schtroumpfs des Studios Belvision : Mathieu Torchesac
- 1980 : Le Roi et l'Oiseau de Paul Grimault : le belluaire et le haut hurleur

### Télévision
- Donald Pleasence dans :
  - Madame Columbo : Le Mystère de Lily Corday (1979) : I.A. Morly
  - Arch of Triumph (1984) : Haake

- 1984 : Arabesque : le lieutenant Greco (Robert Costanzo) épisode 2x19